# Sharon Lokedi
Sharon Lokedi (10 marzo 1994) è una maratoneta keniota di media e lunga distanza. Ha vinto i 10.000 metri ai Campionati di atletica leggera NCAA Division I Outdoor Track and Field del 2018. Lokedi è stata 10 volte All-American e 12 volte campionessa Big 12, a partire da marzo 2019. Nel 2022, al suo debutto nella gara podistica, ha vinto la maratona di New York City assieme ad Evans Chebet. Tale maratona fa parte delle Elite Platinum del calendario World Athletics Label Road Races.
Lokedi è stata reclutata all'Università del Kansas (KU), dove ha studiato infermieristica e commercio. Ha iniziato a gareggiare per la prima volta nell'atletica universitaria e nel cross country nel 2015.

## Primi anni di vita
Sharon è la figlia di Jonathan e Rose Lokedi. Ha tre fratelli più piccoli: Ceddellah Chelimo, Lince Cheptoo e Mercy Chemutai.

## Scuole superiori
Alla Kapkenda Girls' School ha vinto quattro lettere in pista. È la detentrice del record scolastico nelle gare dei 3000 e 5000 metri. Nel 2013, è stata nominata "Miglior atleta dell'anno" della scuola.

## Università del Kansas
Come matricola nel 2015, è arrivata sesta nella sua prima gara universitaria, segnando 10:06.11 per i 3000 m all'indoor Husker Invitational. Ha migliorato quel tempo per i 3000 m al Big 12 Championship finendo 15a in 9:48.10, che l'ha resa l'ottava atleta KU di sempre. Nello stesso incontro, è arrivata 13a nei 5000 metri in 17:31.38. Ha guidato la sua squadra in tutte e cinque le gare del 2015 in cui ha corso ed è diventata la seconda All-American nella storia del programma KU come risultato del 10° posto nei Campionati NCAA di corsa campestre del 2015 con un tempo di 6 km di 20:04.9 e si è classificata terza ai Campionati regionali NCAA Midwest, in 20:14.9. Si è classificata undicesima in 21:09.5 al Big 12 Championship e ha corso in 20:08.3, classificandosi quarta al Pre-National Invitational.
Nel 2016, agli NCAA Indoors, è arrivata sesta nei 5000 m in 15:58.61 e ha vinto il Big 12 3000 meter Indoor Championship, aggiungendo un quinto posto nei 3000 m con un altro PR, 9:26.89. È arrivata terza negli Iowa State Classic 5000 m con un PR di 15:57.95. Al KU/Kansas State/Wichita State Triangular un 4:56.39 le è valso la vittoria. All'aperto è arrivata sesta nei 10.000 m agli NCAA Outdoor Championships 2016 con un altro PR di 32:49.43 e ha vinto i 10.000 m in 34:59.58 al Big 12 Outdoor Championship, arrivando settima anche nei 5000 m a 15:47.97. Si è classificata 14a nei 10.000 metri allo Stanford Invitational in 33:10.06. Il suo quinto posto, 19:52.2, ai Campionati NCAA di corsa campestre del 2016, è stato un altro record personale.
Sharon ha saltato la stagione indoor del 2017 per motivi di salute. Nella 10K outdoor NCAA del 2017, è arrivata terza e anche nella 5K indoor NCAA del 2018. Ha stabilito il record scolastico del Kansas nei 10.000 m al campionato NCAA Outdoor del 2017, finendo terza in 32:46.10 per guadagnarsi gli onori All-America dopo aver vinto i titoli Big 12 nei 10.000 e 5.000 metri. Ha stabilito un altro record scolastico finendo seconda nei 5000 metri in 16:00.6 allo Stanford Cardinal Classic. Ha abbassato quel record all'incontro Stumptown Twilight con un 15:44.51. Il suo 4:29.88 ha vinto i 1500 metri al Rock Chalk Classic.
È stata nominata Big 12 Women's Cross Country Runner of the Year per la seconda stagione consecutiva. È diventata solo la quarta donna nella storia del Big 12 a vincere più titoli individuali di conference con il suo primo posto, correndo 20:00.5 al Big 12 Championship. È stata la seconda classificata nel NCAA Midwest Regional (11/10) con un tempo di 20:12 e si è piazzata 44a al NCAA Championships in 20:15.14.
Nel 2018, Sharon ha abbassato il suo record scolastico KU nei 5000 m con un tempo indoor di 15:39.05 e ha stabilito un record personale indoor vincendo il Mark Colligan Memorial mile in 4:45.84, quindi ha corso 4:45.56 per vincere il Rod McCravy Memorial mile. Il suo 8:59.69 è diventato il detentore del record scolastico nei 3000 metri all'Iowa State University Classic. Ha vinto le corone dei 5000 m e dei 3000 m al Big 12 Indoor Championship correndo rispettivamente in 16:26.57 e 9:19.97. Negli NCAA Indoor Championships è arrivata terza nei 5000 m con un 15:52.95 e, insieme al suo sesto posto nei 3000 m in 9:03.68, si è assicurata due riconoscimenti First Team All-America. Nello Stanford Invitational il suo 32:21.19 la fece arrivare quinta e più tardi, stabilì un record personale nei 1500 m ai Campionati nazionali di staffetta in 4:25.94. Nell'ultimo giro dei Campionati di atletica leggera all'aperto della Divisione I della NCAA del 2018 sui 10.000 m, Lokedi superò la favorita pre-gara e sei volte campionessa NCAA Karissa Schweizer. Lokedi corse in 32:09.20 per vincere, battendo la terza classificata Schweizer di 5,74 secondi, 18 secondi sotto l'attuale record dell'incontro, stabilito da Sylvia Mosqueda trent'anni prima. 
Lokedi ha corso 15:15.47 nella Sharon Colyear-Danville Season Opener di Boston del dicembre 2018, guadagnandosi lo standard di ingresso dei 5000 m dei Campionati del mondo 2019 , il miglior tempo n. 6 nella storia della NCAA (su una pista da 200 metri) e il record scolastico indoor. Al campionato di atletica indoor della Big 12 Conference del 2019, Lokedi ha vinto sia i 5000 m in 16:11.50 che i 3000 m in 9:20.71. Ai Campionati di atletica indoor NCAA Division I del 2019, Lokedi ha corso i 5000 m e si è classificata 11a in 16:06.21.

## Competizione professionale
Nella sua prima gara da professionista, Lokedi vinse facilmente la Carlsbad 5K in 15:38 e il suo fidanzato, Edward Cheserek, eguagliò il record mondiale IAAF di 13:29 nella gara maschile.
Nel novembre 2022, Lokedi ha trionfato di sette secondi nella maratona di New York City con un tempo di 2:23:23. 

## Migliori risultati personali
- 3000 metri – 9:14.18 (Chandler, AZ 2021)
- 5000 metri – 15:18.03 (Los Angeles, CA 2020)
- 10.000 metri – 31:11.07 (San Juan Capistrano, CA 2020)
- 5 chilometri – 15:16 (Boston, MA 2022)
- 10 chilometri – 31:06 (Manchester, 2022)
- Mezza maratona – 1:08:14 (New York, NY 2022)
- Maratona – 2:23:23 (New York, NY 2022)

## Palmarès
| Anno | Manifestazione  | Sede   | Evento   | Risultato | Prestazione | Note                          |
| ---- | --------------- | ------ | -------- | --------- | ----------- | ----------------------------- |
| 2024 | Giochi olimpici | Parigi | Maratona | 4ª        | 2h23'14"    | Miglior prestazione personale |